# 保罗·西涅克
保罗·西涅克（Paul Signac，法語發音：[pɔl siɲak]；1863年11月11日—1935年8月15日），法国新印象主义画派的画家，和修拉一起都是点彩画派的代表人物。 

## 生平

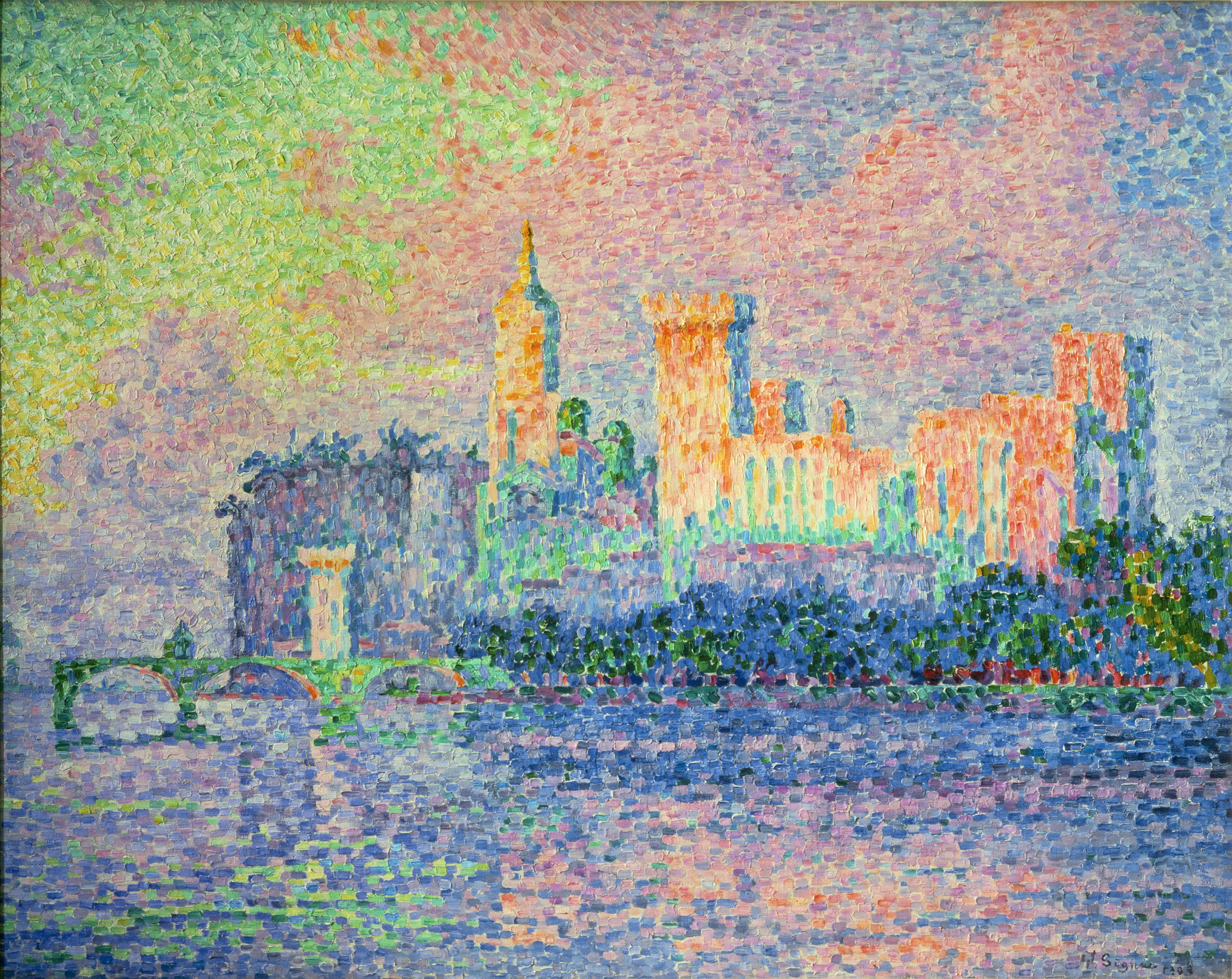
《阿维尼翁教皇宫》（1900年）

西涅克出生在巴黎，全名保罗·维克托·朱尔·西涅克（法語：Paul Victor Jules Signac），早年从事建筑工作，但早在18岁即开始专门从事绘画，曾绕欧洲海岸航行，描绘沿岸风景，后期也描绘城市的景观。
1884年，他认识了莫奈和修拉，他被修拉的绘画方法和着色理论所吸引，成为修拉的支持者，开始放弃印象派的绘画方法，从事点彩派的，用各种颜色的点组成统一色调的绘画。

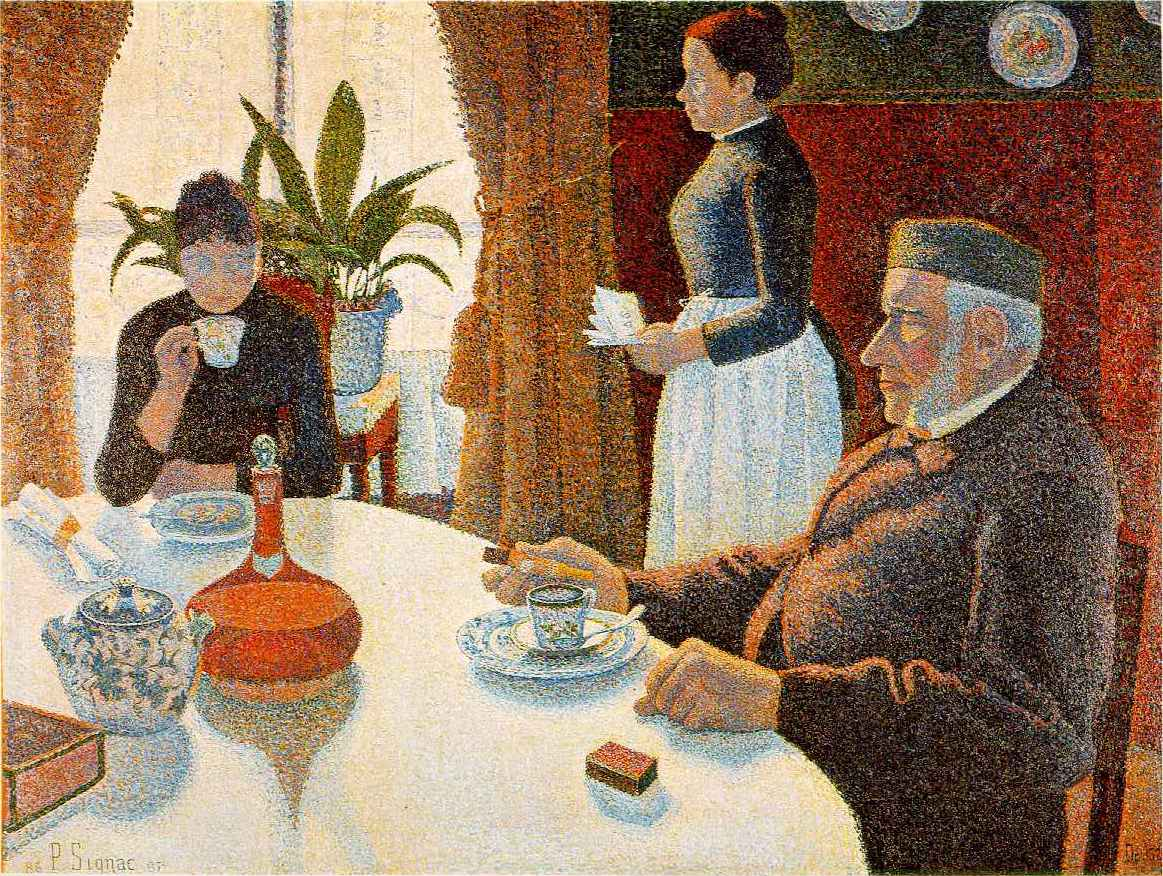
《早餐》（1886年-1887年）

他每年夏季离开巴黎，到南方的乡村去，在瓦尔省沿海圣特罗佩的乡村他买了一座房子，并邀请朋友们去聚会。1889年夏季他拜访了梵高，第二年访问了意大利，去过热那亚、佛罗伦萨和那不勒斯。他有许多作品都是描绘法国海岸风景的。
西涅克喜爱航海，从1892年起，他乘坐一艘在圣特罗佩“发现”的小船，去遍了几乎所有的法国沿海港口、荷兰、地中海沿岸，甚至远达伊斯坦布尔，带回大量水彩画和速写，利用这些草稿，他其后在画室中完成了许多风景油画，他的画风是用马赛克式的小色块堆砌画面，和修拉的非常小的色点还不一样。
他的绘画尝试利用各种材料，他不仅创作油画，还作蚀刻版画、石版画、钢笔淡彩画等，他对后来的野兽派影响很大，尤其是对马蒂斯有很重要的启发。

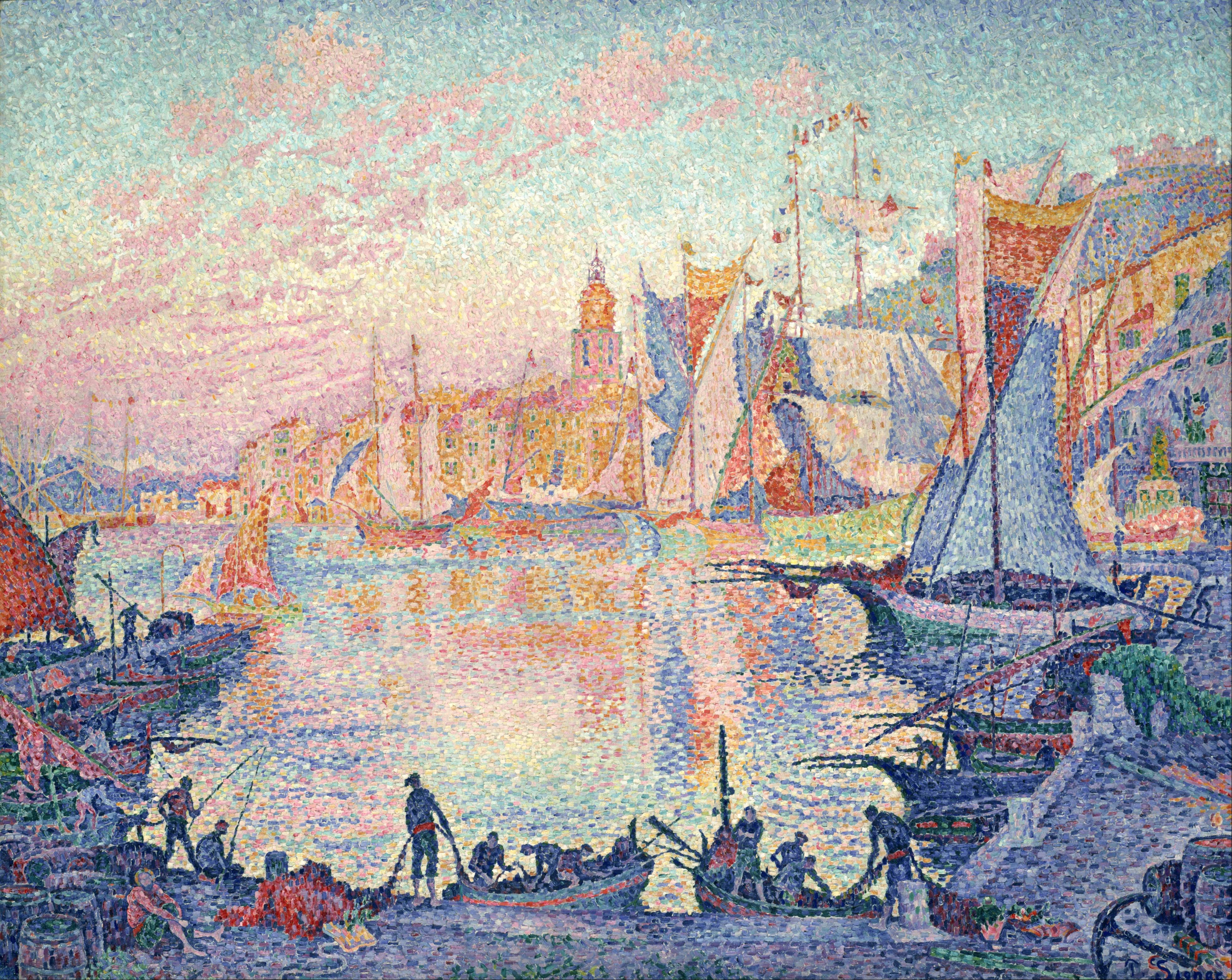
《圣特罗佩港口》（1901年）

他从1908年直到去世前，一直担任“独立艺术家协会”的理事长，他鼓励年轻的画家创作，他是第一位购买马蒂斯作品的人，并为野兽派和立体派画家举办画展。
1892年11月7日，他在巴黎结婚，毕沙罗参加了他的婚礼，1897年11月，他在巴黎买了一所房子，12月，在圣特罗佩又买了一所房子，并建造了自己的画室。1913年，他在滨海阿尔卑斯省的昂蒂布租了一所房屋，和另一位女人让妮同居，让妮为他生了一个女儿，他将巴黎和圣特罗佩的房子给了他的妻子。
72岁时，他在巴黎逝世，三天后被安葬在拉雪兹神父公墓。

## 作品

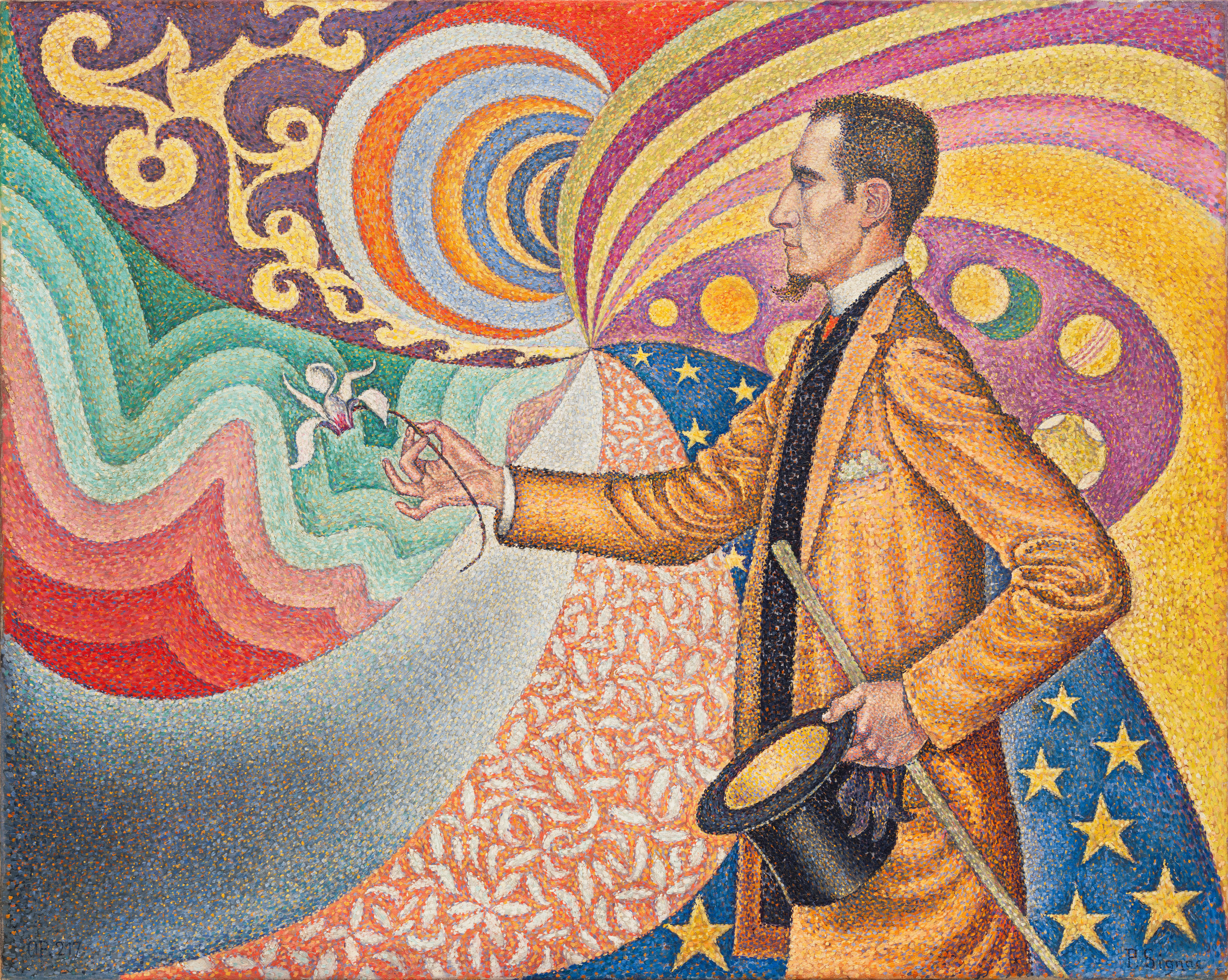
无政府主义者费利克斯·费内翁肖像（1890年）

西涅克一生不仅留下大量的画作，而且有理论著述，重要的有1899年出版的《从德拉克罗瓦到后印象主义》，许多艺术展览的目录等，比较出名的画作有《圣特罗佩港口》、《圣特罗佩松树》、《威尼斯大运河的入口》、《卡西，伦巴第角，作品196》等。
他的政治观点信奉无政府主义。